# Route baroque de Haute-Souabe

Panneau de signalisation de la Route baroque de Haute-Souabe

En Allemagne, la Route baroque de Haute-Souabe (Oberschwäbische Barockstraße) permet de découvrir, sur 500 km, les principales curiosités de la Haute-Souabe en Bade-Wurtemberg et Bavière.

## Lieux
- Ulm : cathédrale
- Abbaye de Wiblingen : bibliothèque
- Laupheim : église Saints-Pierre-et-Paul
- Biberach an der Riß : église Saint-Martin
- Steinhausen : église Saints-Pierre-et-Paul
- Bad Schussenried : monastère et bibliothèque en style rococo
- Obermarchtal : monastère
- Zwiefalten : abbaye bénédictine
- Bad Wurzach : églises et château avec un remarquable escalier baroque
- Sigmaringen : château
- Meßkirch : château et église
- Kißlegg : châteaux et église
- Langenargen : église baroque
- Friedrichshafen : monastère
- Meersburg : châteaux
- Überlingen : ville et cathédrale
- Ravensbourg : abbaye de Weissenau.
- Weingarten : monastère et basilique avec des orgues de Joseph Gabler.
- Tannheim : église baroque Saint-Martin.
- Memmingen : monastère baroque
- Ottobeuren : monastère baroque
- Ochsenhausen : église impériale Saint-Georges dans l'ancienne abbaye bénédictine
- Rot an der Rot : ancienne abbaye impériale des prémontrés

## Itinéraires

### La route principale (Hauptroute)
Ulm, 
Wiblingen, 
Gögglingen-Donaustetten, 
Unterweiler, 
Blaubeuren, 
Erbach, 
Donaurieden, 
Ersingen, 
Oberdischingen, 
Öpfingen, 
Gamerschwang, 
Nasgenstadt, 
Ehingen (Donau), 
Munderkingen, 
Obermarchtal, 
Mochental, 
Zell, 
Zwiefalten, 
Dürrenwaldstetten, 
Daugendorf, 
Unlingen, 
Riedlingen, 
Heudorf, 
Kappel, 
Bad Buchau, 
Reichenbach, 
Muttensweiler, 
Steinhausen, 
Bad Schussenried, 
Otterswang, 
Aulendorf, 
Altshausen, 
Ebenweiler, 
Reute bei Bad Waldsee, 
Bad Waldsee, 
Baindt, 
Weingarten, 
Ravensbourg, 
Obereschach, 
Gornhofen, 
Weißenau, 
Markdorf, 
Friedrichshafen, 
Eriskirch, 
Langenargen, 
Tettnang, 
Tannau, 
Wangen im Allgäu, 
Deuchelried, 
Argenbühl, 
Isny im Allgäu, 
Kißlegg im Allgäu, 
Wolfegg, 
Bergatreute, 
Bad Wurzach, 
Rot an der Rot, 
Ochsenhausen, 
Ummendorf, 
Biberach an der Riß, 
Reinstetten, 
Gutenzell,
Schwendi, 
Burgrieden, 
Villa Rot, 
Laupheim, 
Baltringen, 
Maselheim, 
Bihlafingen, 
Oberkirchberg, 
Unterkirchberg,
Ulm.

### Route de l'ouest (Westroute)
Riedlingen,
Altheim,
Heiligkreuztal,
Ertingen,
Herbertingen,
Bad Saulgau,
Sießen,
Mengen,
Scheer,
Bingen,
Sigmaringen,
Meßkirch,
Kloster Wald,
Pfullendorf,
Heiligenberg-Betenbrunn,
Deggenhausertal,
Weildorf,
Kloster Salem,
Überlingen,
Wallfahrtskirche Birnau,
Seefelden,
Baitenhausen,
Meersburg

### Route du sud(Südroute)
Kressbronn am Bodensee,
Schleinsee am Schleinsee,
Wasserburg,
Lindau,
Brégence,
Bildstein,
Dornbirn,
Hohenems,
Altstätten,
Trogen,
Saint-Gall,
Arbon,
Romanshorn,
Münsterlingen,
Kreuzlingen,
Constance,
Mainau,
Meersburg

### Route de l'est(Ostroute)
Rot an der Rot,
Berkheim,
Bonlanden,
Binnrot,
Haslach,
Tannheim,
Buxheim,
Memmingen,
Ottobeuren,
Legau-Lehenbühl,
Bad Grönenbach,
Kronburg,
Maria Steinbach,
Legau,
Frauenzell,
Leutkirch im Allgäu,
Rötsee,
Kißlegg

## Artistes et architectes
- Cosmas Damian Asam, architecte et peintre
- Egid Quirin Asam, sculpteur et stucateur
- Andreas Meinrad von Au, peintre
- Johann Caspar Bagnato, architecte
- Franz Anton Bagnato, architecte
- Franz Beer, architecte
- Johann Joseph Christian, sculpteur et stucateur
- Jakob Emele, architecte
- Joseph Anton Feuchtmayer, sculpteur et stucateur
- Johann Michael Feuchtmayer, stucateur
- Johann Georg Fischer, architecte
- Johann Michael Fischer, architecte
- Joseph Gabler, facteur d'orgues
- Johann Nepomuk Holzhey, facteur d'orgues
- Franz Martin Kuen, peintre
- Sebastian Sailer, moine et écrivain dialectal
- Franz Xaver Schmuzer, stucateur
- Johann Schmuzer, stucateur
- Johann Georg Specht, architecte
- Franz Joseph Spiegler, peintre
- Jacob Carl Stauder, peintre
- Peter Thumb, architecte
- Januarius Zick, peintre
- Johannes Zick, peintre de fresques
- Dominikus Zimmermann, architecte et stucateur
- Johann Baptist Zimmermann, peintre et stucateur

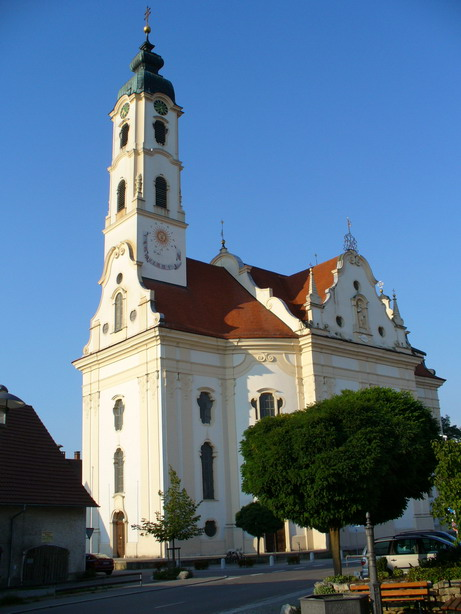
Steinhausen
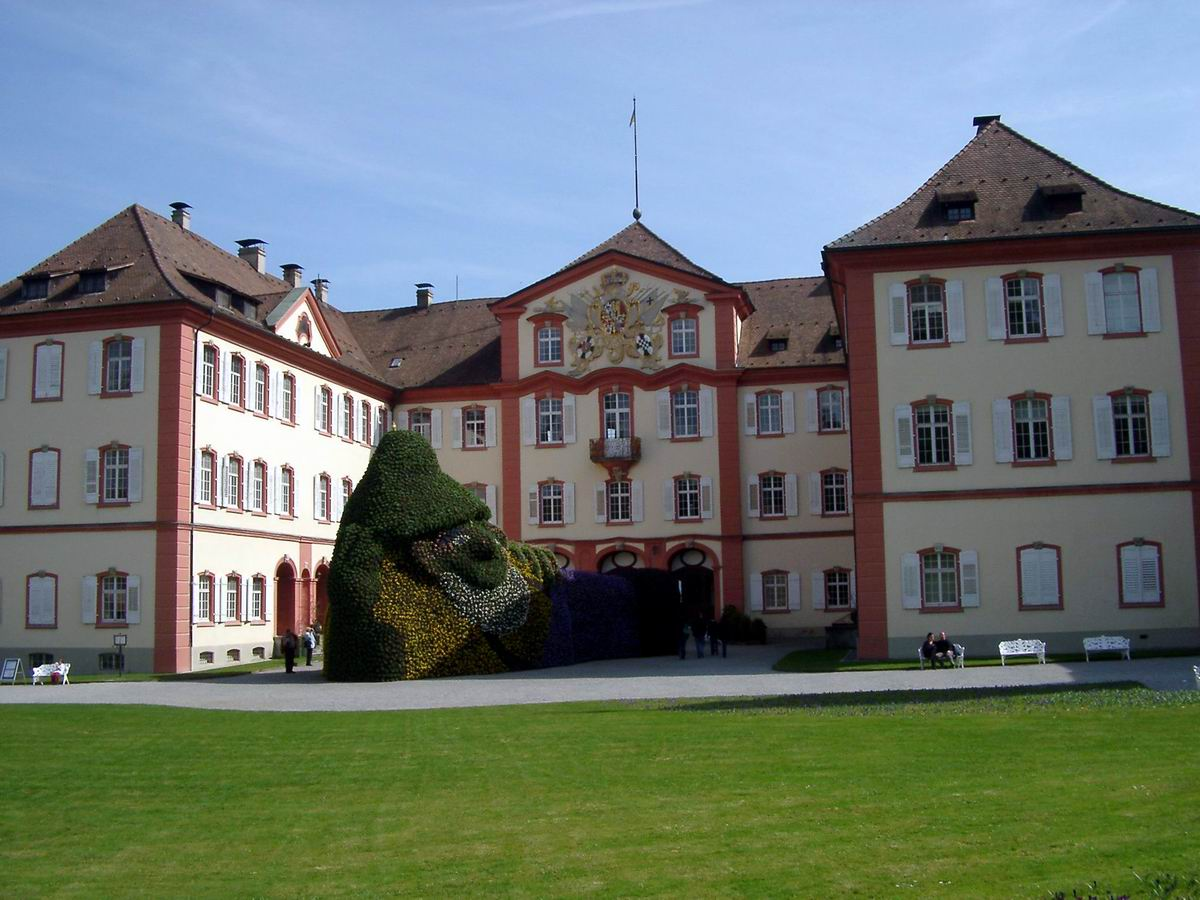
Mainau
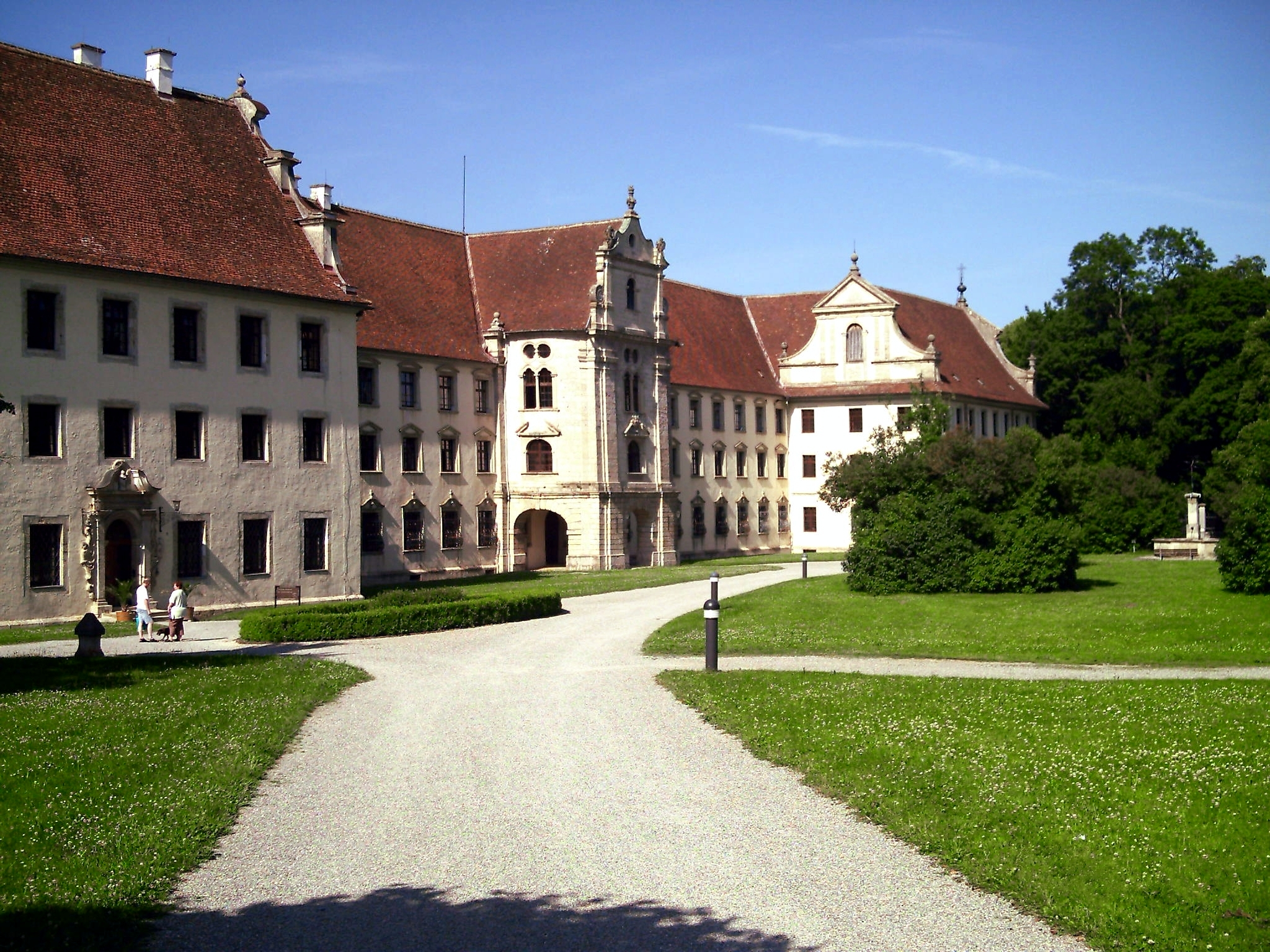
Obermarchtal
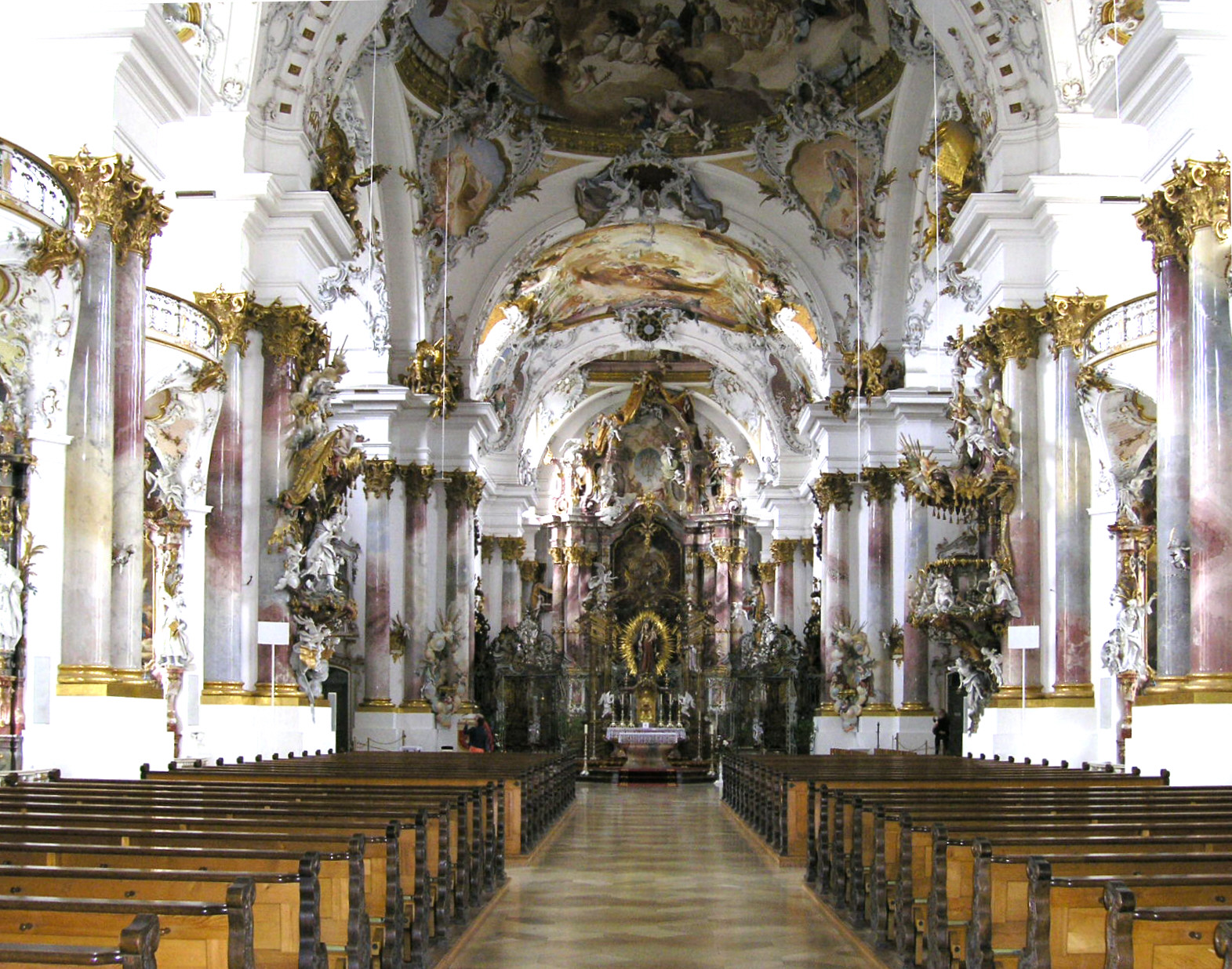
Zwiefalten
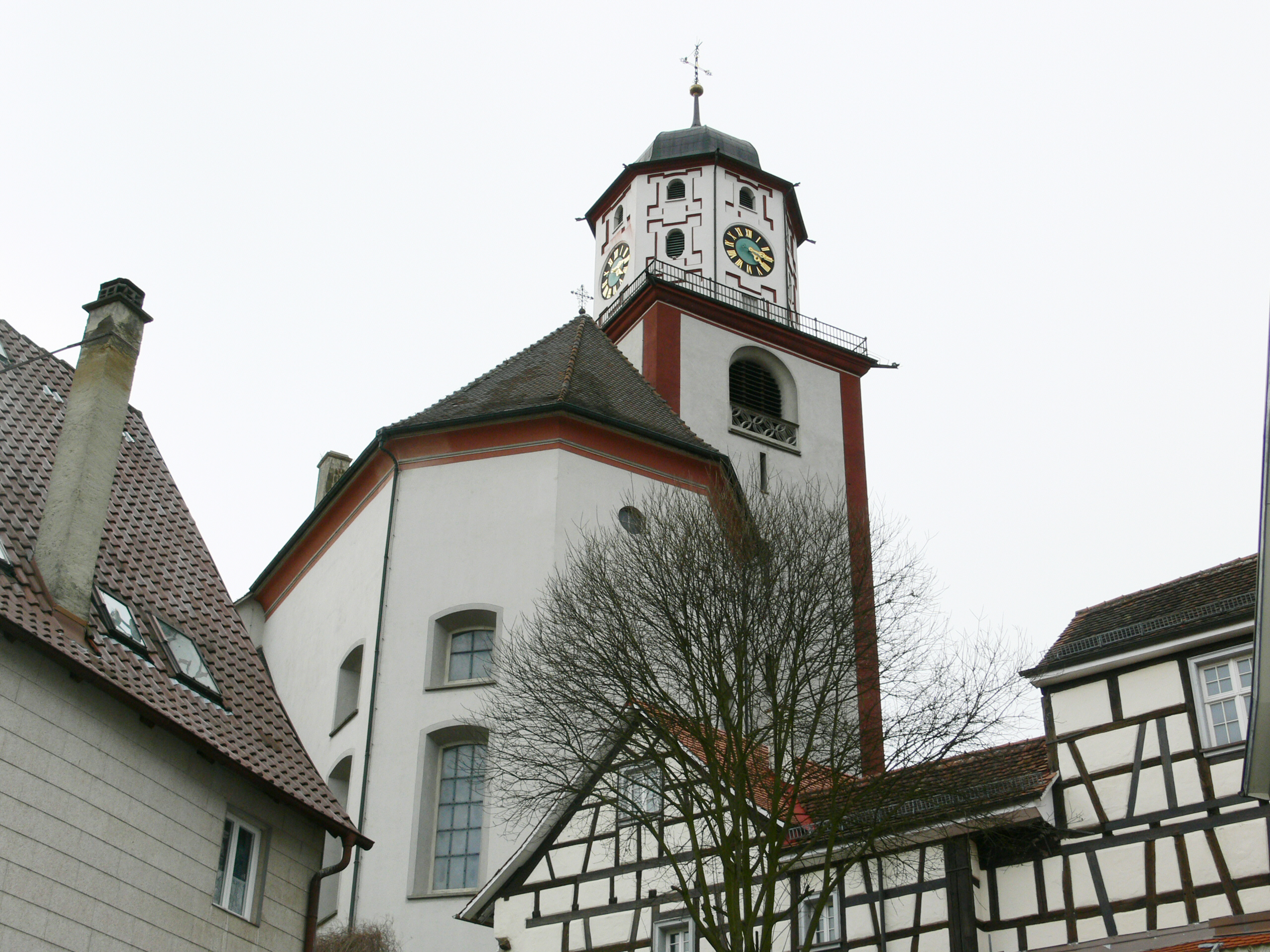
Meßkirch
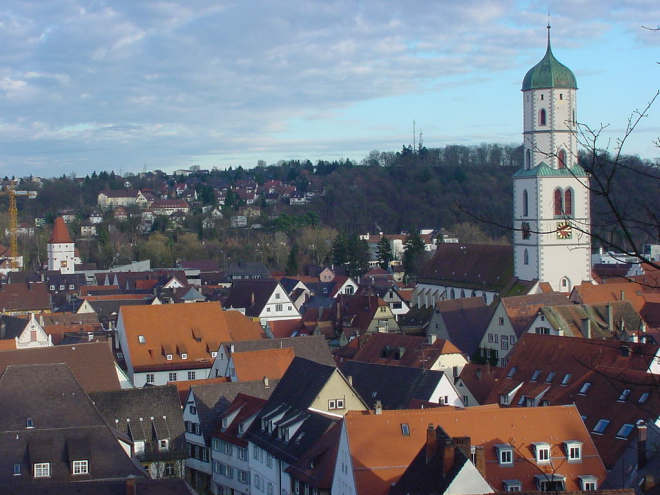
Biberach an der Riss
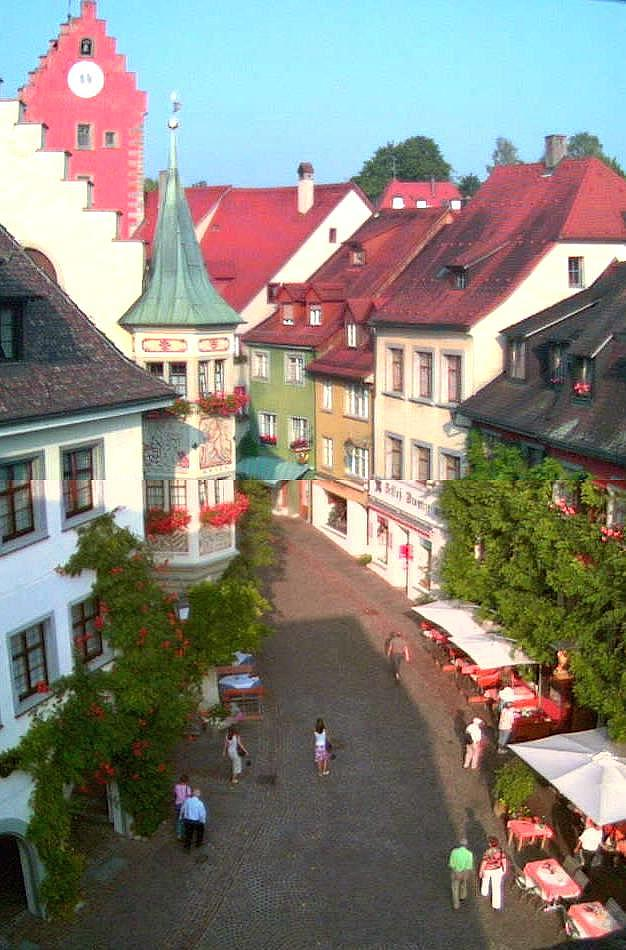
Meersburg
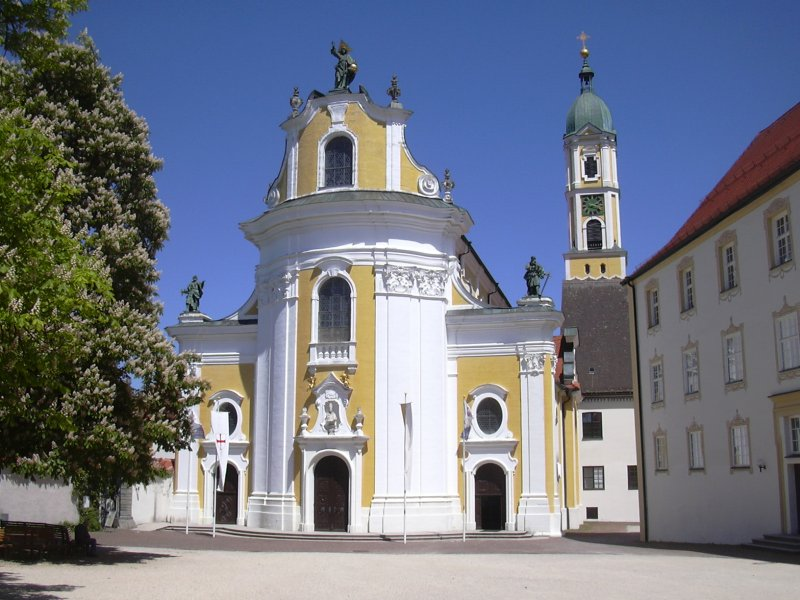
Ochsenhausen
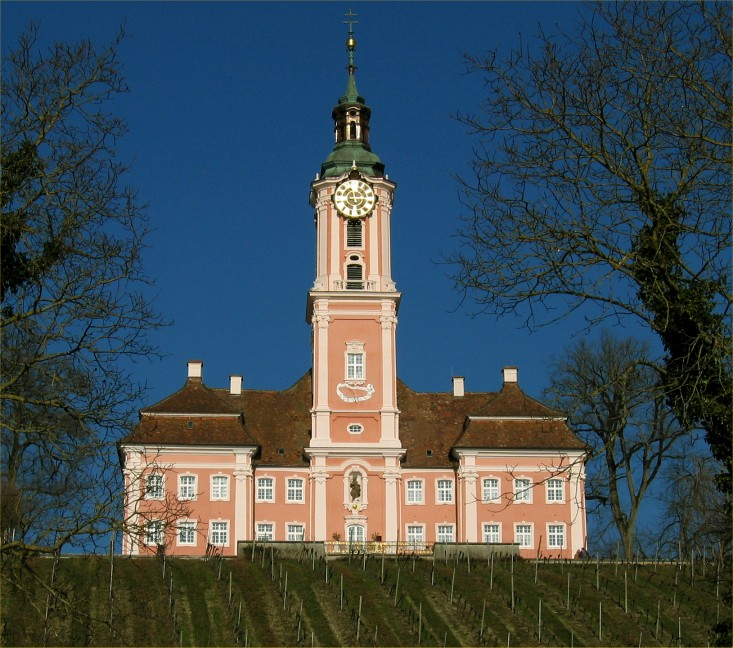
Birnau
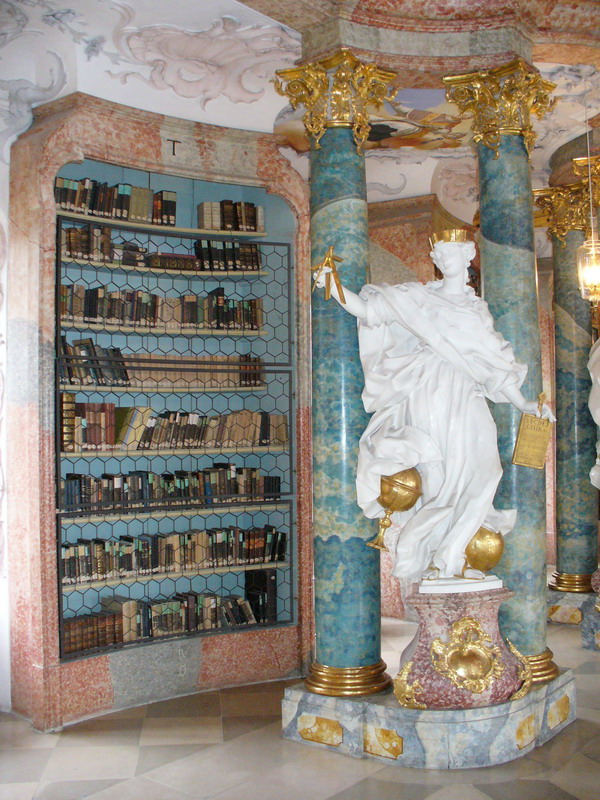
Wiblingen
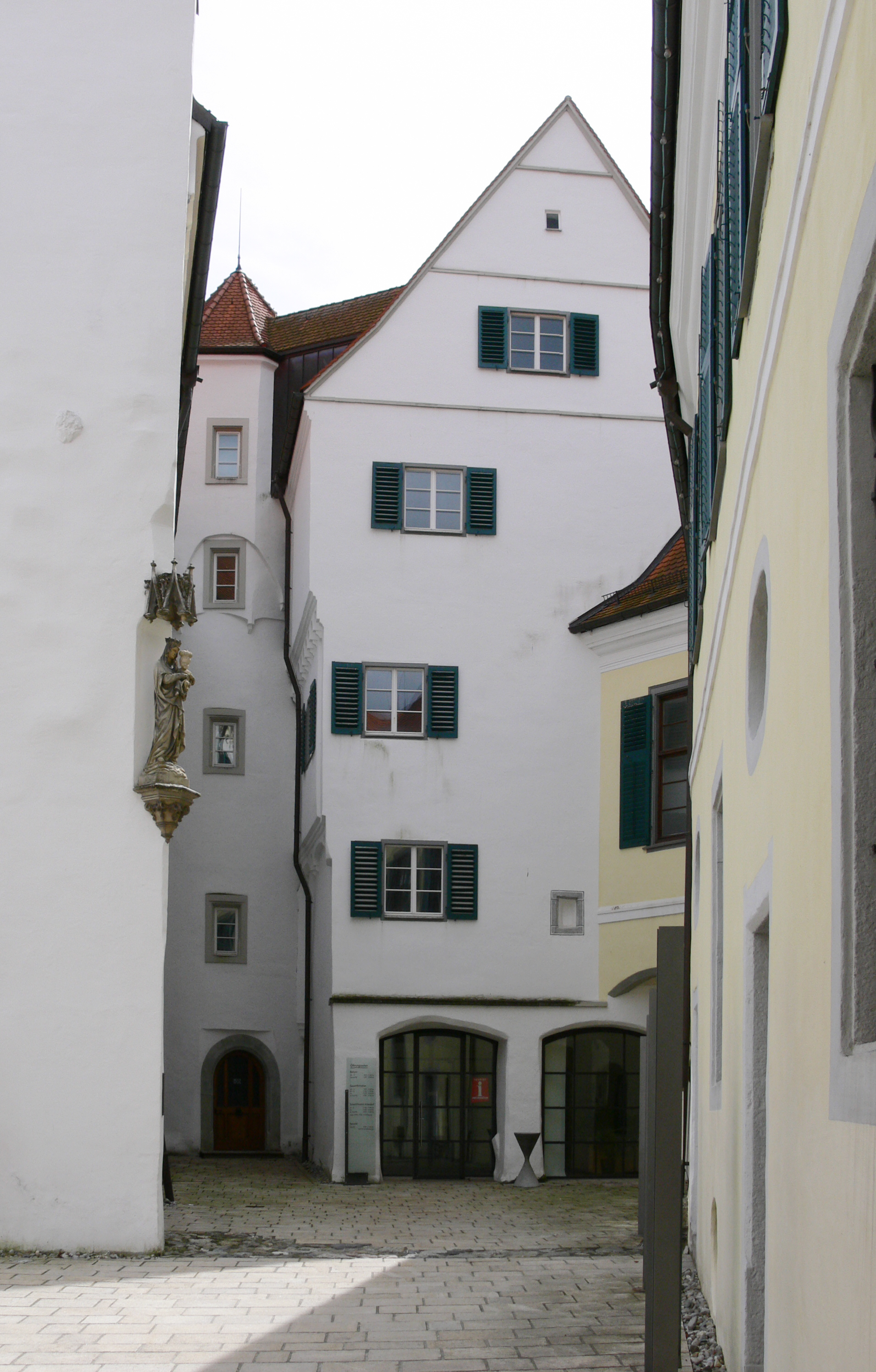
Aulendorf
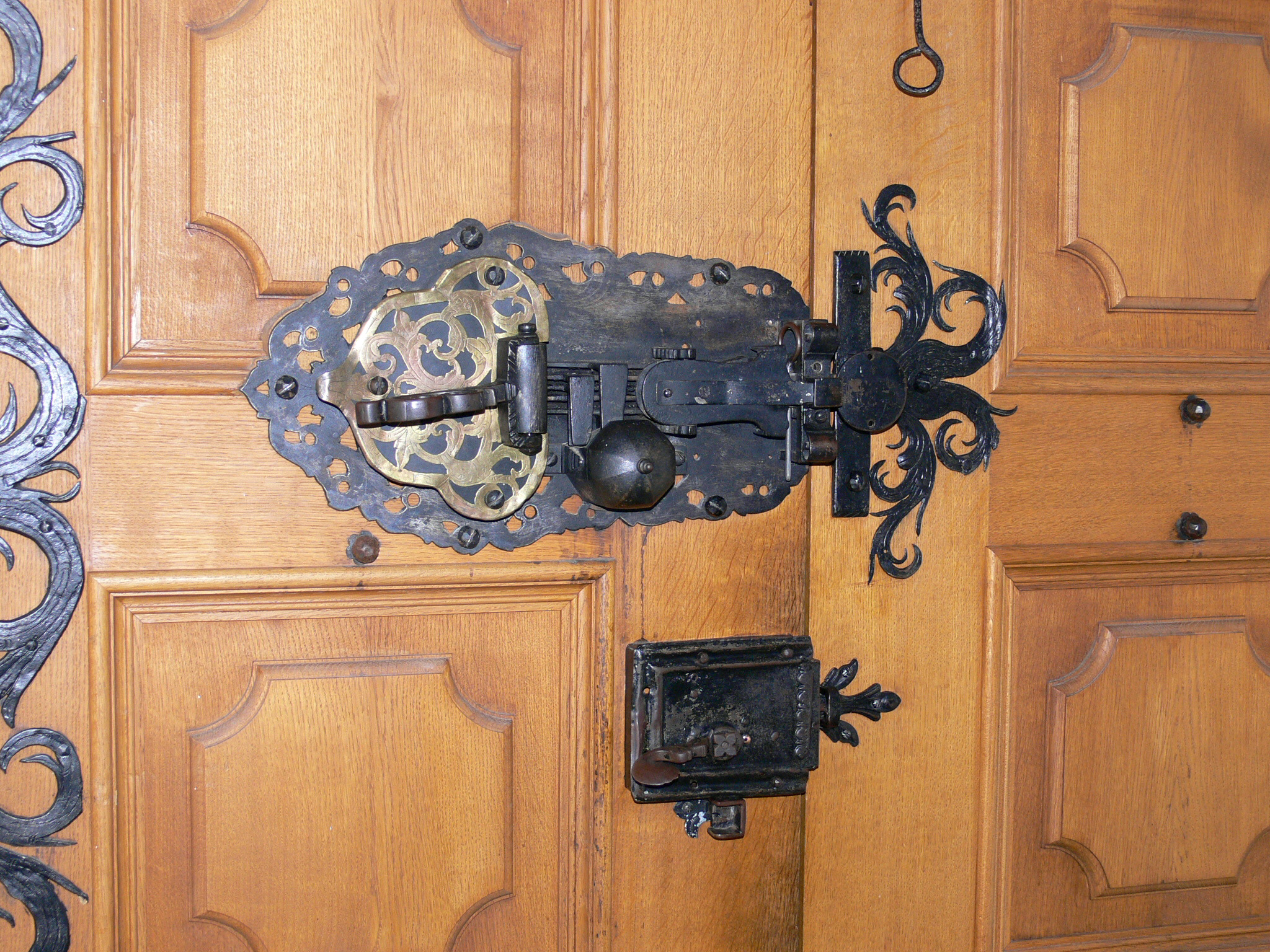
Sießen
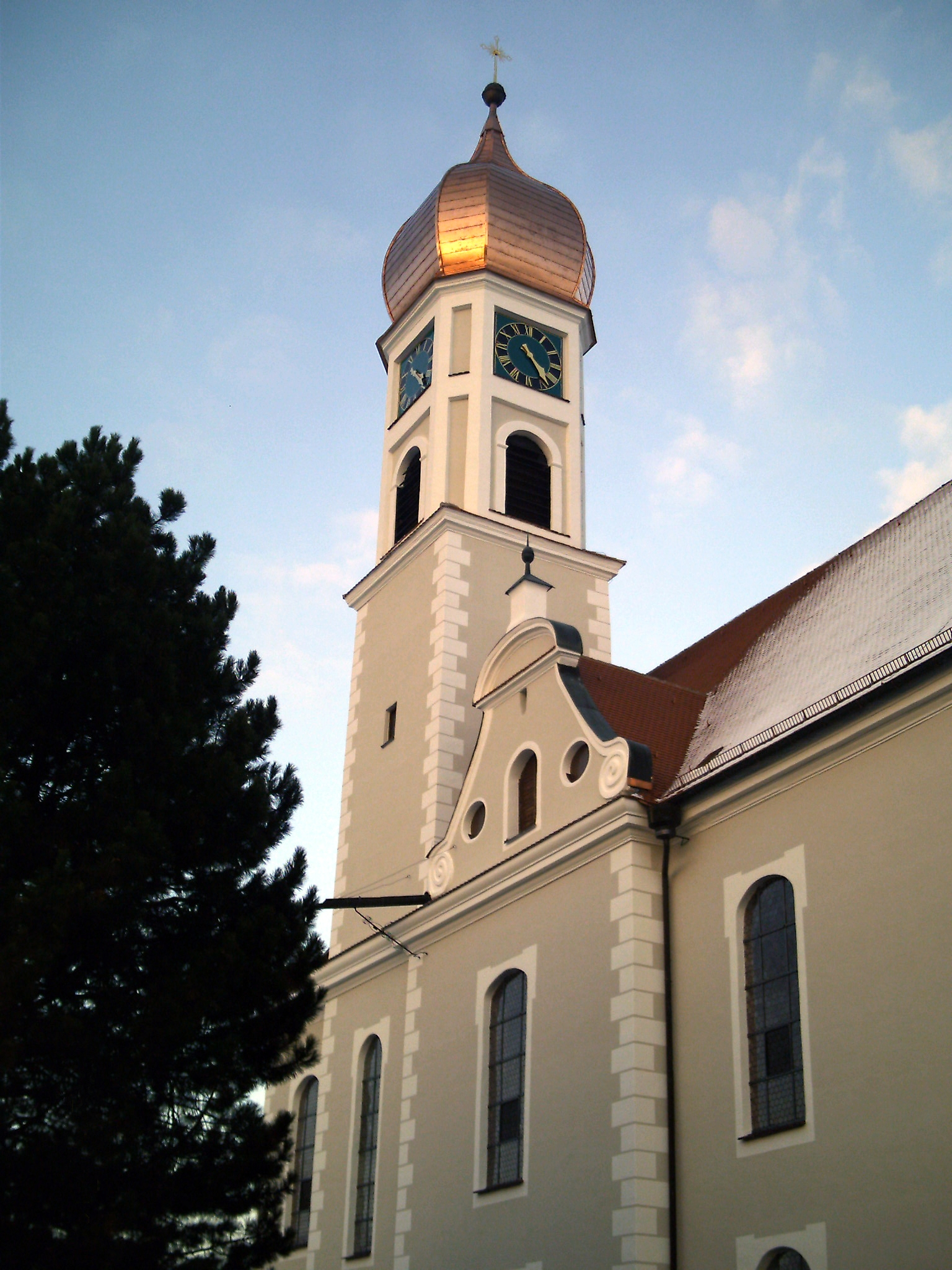
Tannheim
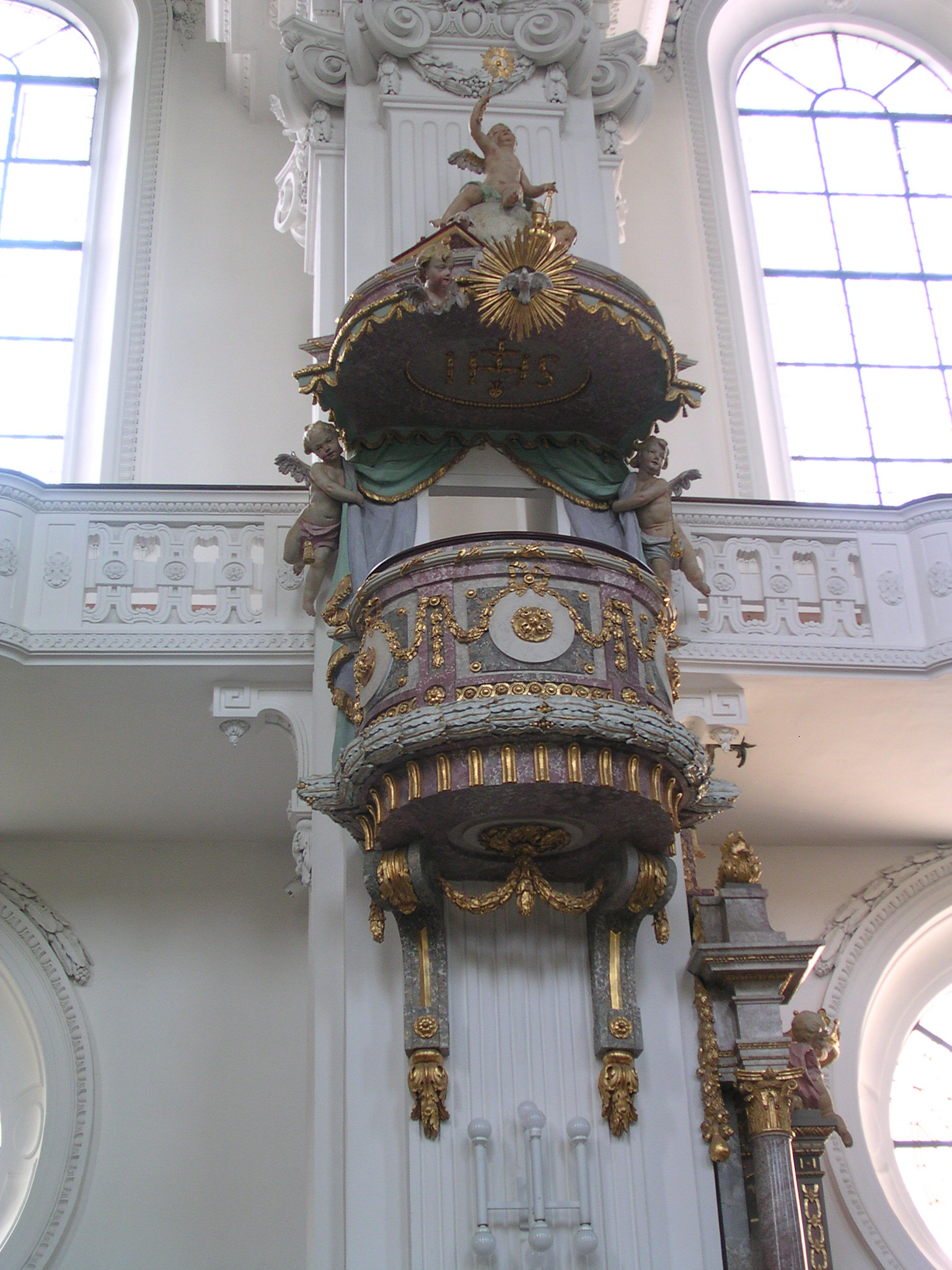
Rot an der Rot
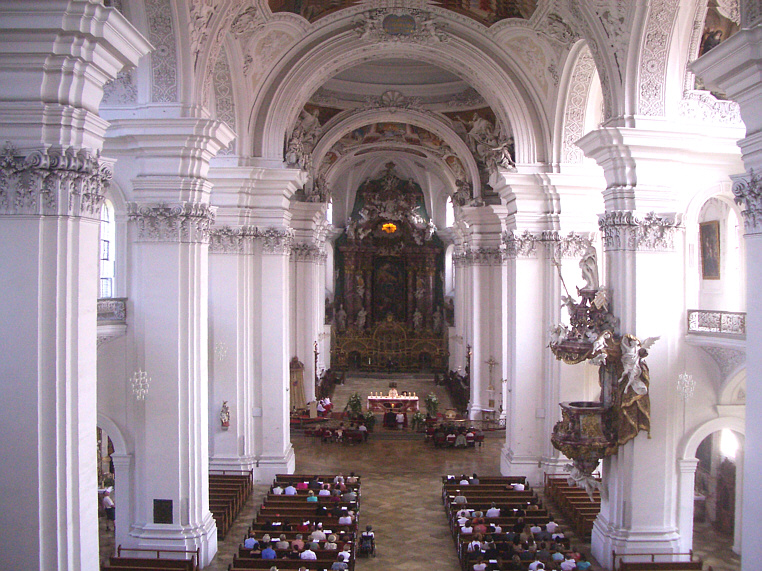
Weingarten
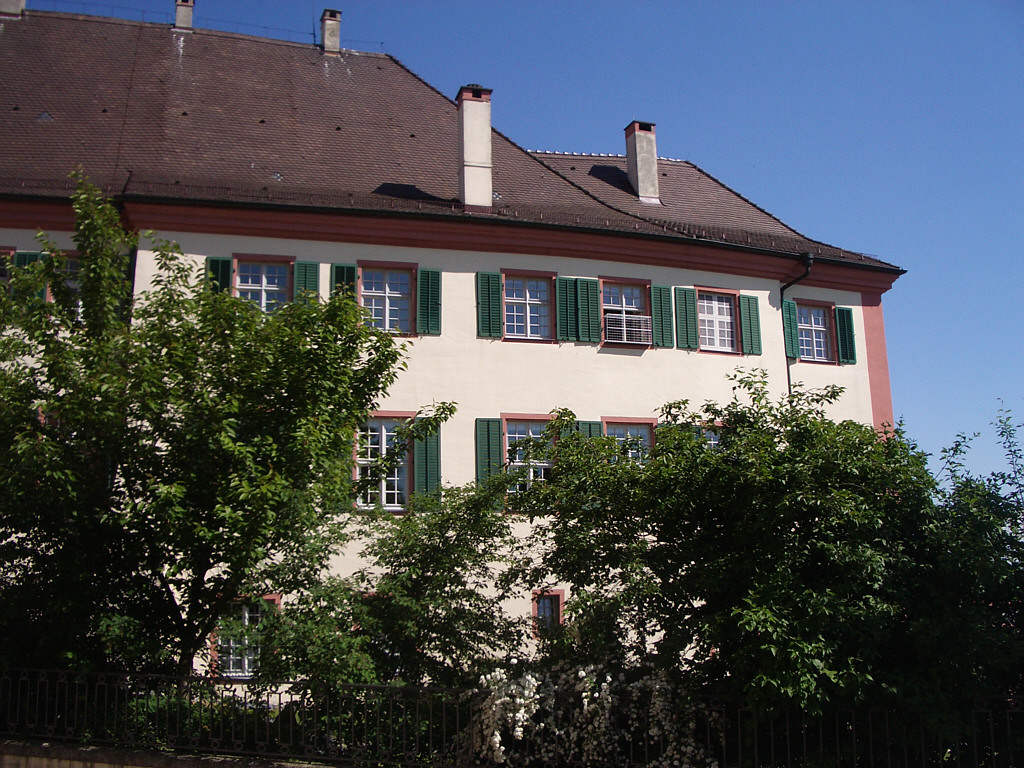
Altshausen
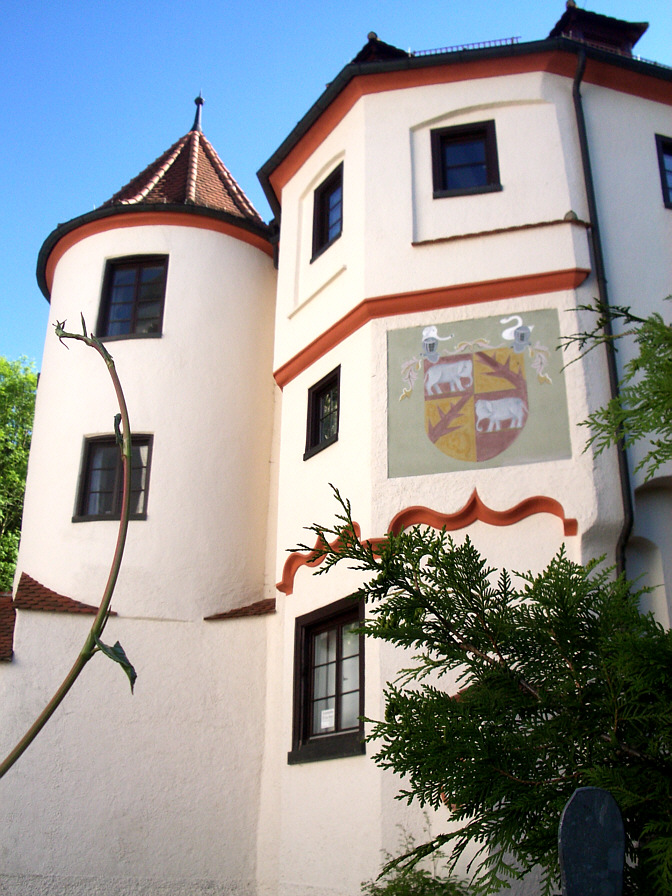
Neufra
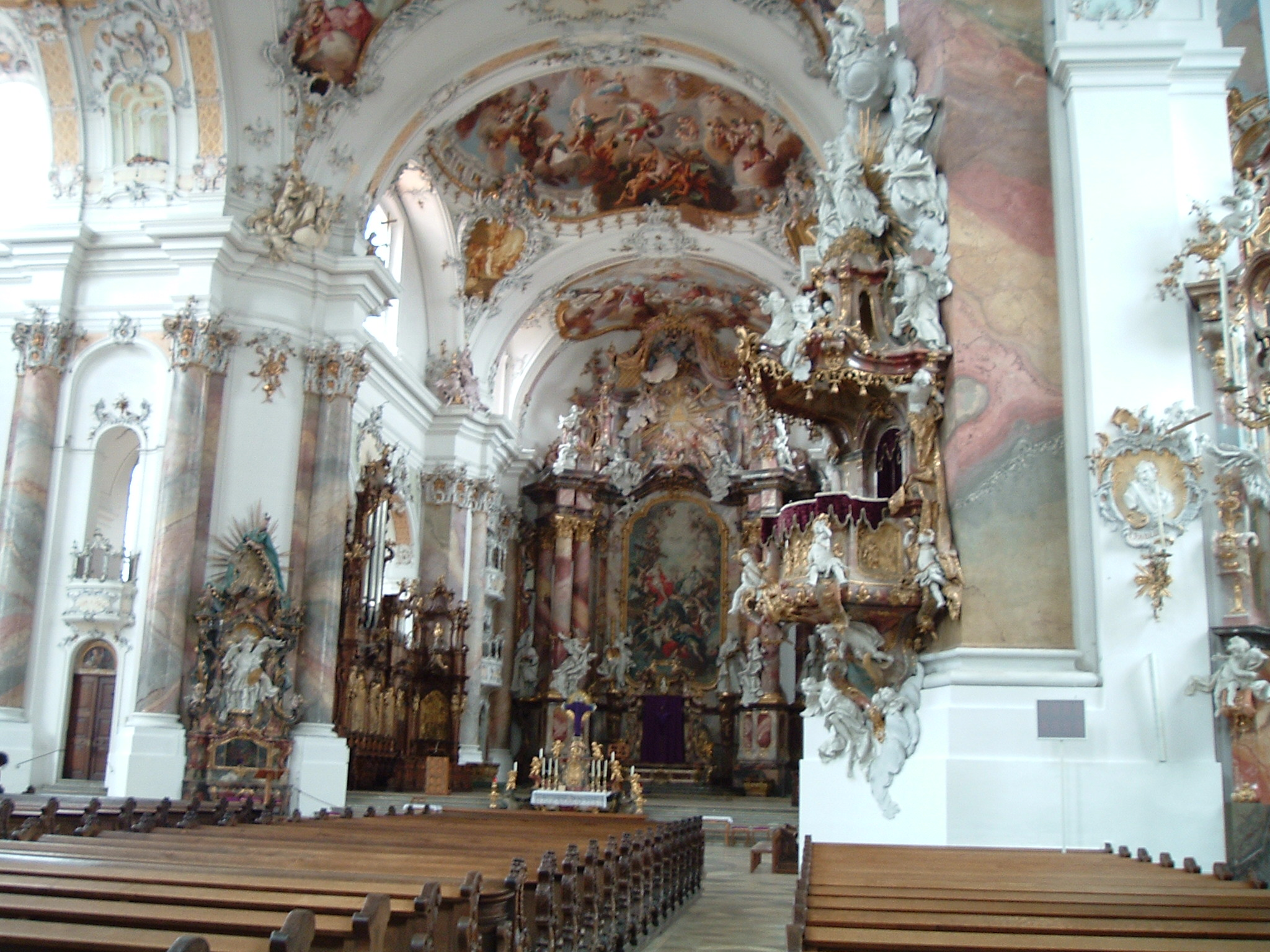
Ottobeuren
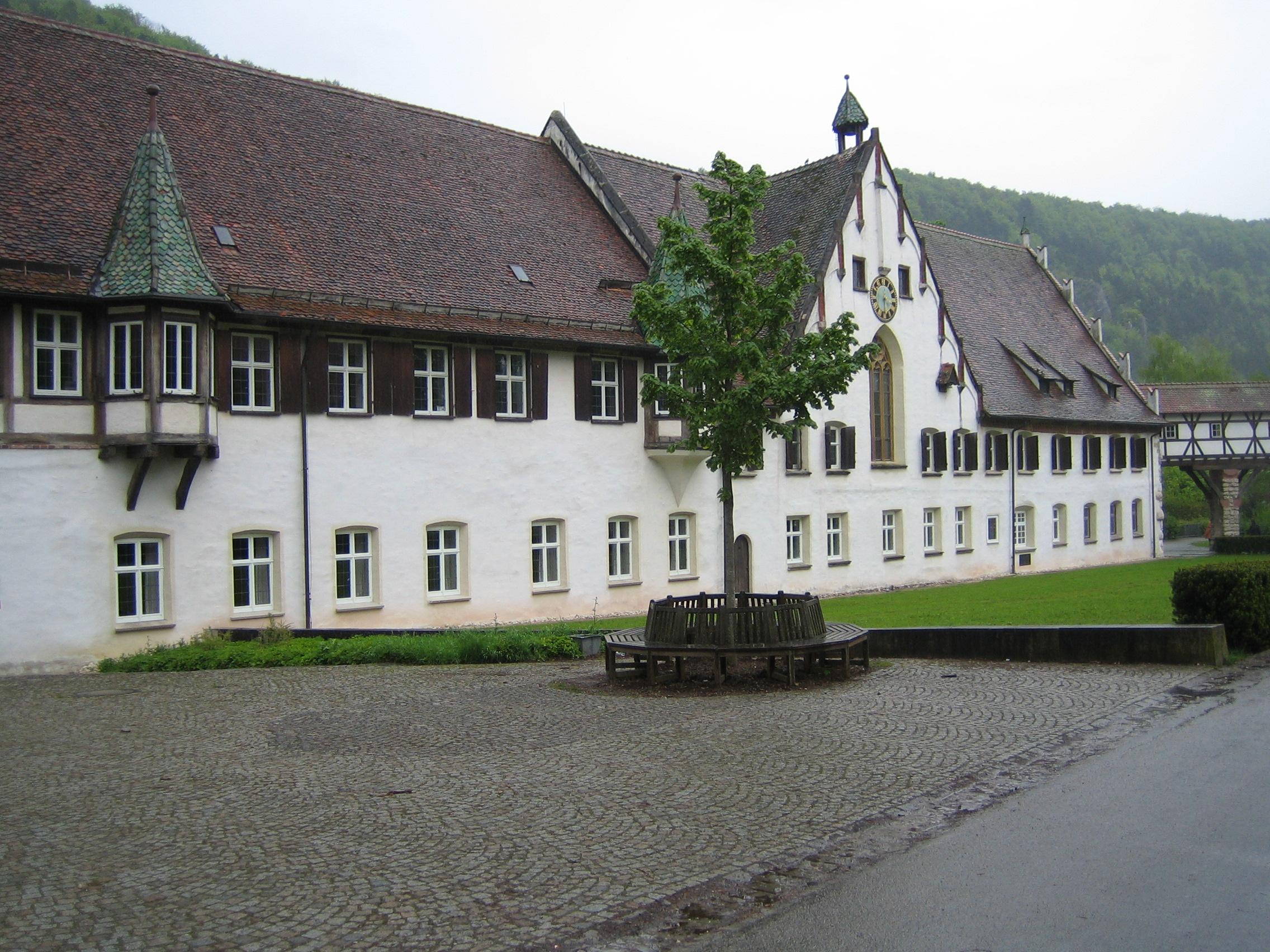
Blaubeuren